# Julius Raben
Julius lensgreve Raben (27. september 1804 på Aalholm – 2. oktober 1879 sammesteds) var en dansk godsejer og politiker, bror til Christian og Sigfred Victor Raben.

## Godsejer
Han var søn af grev Frederik Christian Raben, blev 1821 student (privat dimitteret), 1825 cand. jur., volontør i Rentekammeret, var 1829-48 auskultant ved samme og var 1831 på rejse i Holland, Belgien, Frankrig, Italien, Schweiz og Tyskland. Han avancerede ikke inden for statstjenesten, men Raben var 1858-73 ejer af Rydhave ved Holstebro og blev ved sin brors død 1875 besidder af Grevskabet Christiansholm.

## Politiker
Julius Raben stillede forgæves op til Folketinget i Sakskøbingkredsen ved det første folketingsvalg 1849. Raben havde året efter held med sig, idet han blev valgt ved et suppleringsvalg til Folketinget for Københavns Amts 2. kreds (Lyngbykredsen) den 12. september 1850. Han erstattede J.C. Drewsen og sad på dette mandat til 4. august 1852, hvor han ved det ordinære valg blev valgt til tinget i Københavns 6. kreds, da overretssagfører C.F.L. Mourier havde trukket sig tilbage. Raben genvalgtes ved kåring i februar 1853, men ved valget 1. december 1854 led han nederlag til professor Adolph Steen. I 1858 stillede han op i samme kreds mod baron Carl Frederik Blixen-Finecke, men atter uden held. I 1865 forsøgte han at opnå valg til Rigsrådets Folketing, men også her sejrede professor Steen.
Politisk var Raben konservativ. Under mærket "G. V. pro Patria" udsendte Raben i 1857 et flyveskrift med titlen En Analyse af den praktiske Skandinavismes Betydning. I 1864 sluttede han sig til Augustforeningen.
Han ægtede 23. februar 1840 i Nysted Kirke Jensine Christiane Wolff (10. juli 1814 i Nysted - 29. juli 1888 i København), datter af postmester i Nysted Hans Wolff (1777-1842) og Birgitte Schultz (1779-1862).
Han er begravet på Nysted Kirkegård.